# Stefan Dörflinger
Stefan Dörflinger, né le 23 décembre 1948 à Nagold (République fédérale d'Allemagne) est un pilote moto de Grand Prix ayant couru entre 1973 et 1990 sous la nationalité suisse.
Il est champion du monde en 50 cm³ en 1982, puis la catégorie ayant été modifée en 80 cm³ en 1983, 1984 et 1985.  
Il est intronisé au rang de Légendes du MotoGP en 2019.